# De Bazelaire
De Bazelaire è stata una casa automobilistica francese fondata nel 1907 da Fernand de Bazelaire.

## Storia
Lo stabilimento a Rue Gager-Gabillot a Parigi (15e) ha prodotto più di trenta modelli dal 1907 al 1928. Le auto erano destinate alle corse, ma erano costruite con un aspetto lussuoso. Lo showroom era nella Avenue des Ternes, a Parigi (17e).
L'auto apparve per la prima volta in una gara nel luglio 1908 nella Coupe de l'Auto, il motore aveva una cilindrata di 1460 cc e produceva 22 cavalli di potenza (16 kW) a 1800 giri al minuto. La velocità massima dell'auto era di 59 mph, modelli con un motore da sei cilindri furono costruiti durante gli anni '10. Dopo la prima guerra mondiale, De Bazelaire ha prodotto auto con un motore S.C.A.P. da 2.1 litri.
Fernand de Bazelaire ha partecipato in diverse gare, guidando le sue auto, in particolare alla Coupe des Voiturettes a Boulogne-sur-mer (1910) e al Tour de France Automobile (1912).
La casa automobilistica ha cessato le sue attività nel 1928, quando Fernand de Bazelaire si è unito alla casa automobilistica francese Delahaye. 
- Modello/i di De Bazelaire
- 10CV di De Bazelaire (1910)